# Локомотив (футбольний клуб, Санкт-Петербург)
Футбольний клуб «Локомотив» (Санкт-Петербург) або просто «Локомотив» (рос. Футбольный клуб «Локомотив» Санкт-Петербург) — колишній російський професіональний футбольний клуб з міста Санкт-Петербург. Зараз має аматорський статус та виступає в змаганнях під егідою Федерації футболу Санкт-Петербурга.

## Клубні кольори
| Червони | Білий | Чорний |

## Хронологія назв
- 1936‑19??: «Локомотив»(Ленінград)
- 1992‑1993: «Локомотив» (Санкт-Петербург)
- 1996‑1997: «Локомотив-Сатурн» (Санкт-Петербург)
- 1997‑…: «Локомотив» (Санкт-Петербург)

## Історія
Заснований у 1936 році під назвою «Локомотив»(Ленінград). Того ж року команда взяла участь у розіграші кубку СРСР. У 1969 році дебютувала в 8-й групі Класу «Б» чемпіонату СРСР, в якому посіла передостаннє місце. Після цього протягом тривалого періоду часу клуб у професіональних футбольних змаганнях не виступав.
У 1992 році клуб відновив свою діяльність. У чемпіонаті Росії стартував з Другої ліги, в якій виступав протягом чотирьох сезонів. У серпні 1996 року об'єднавзя з «Сатурном-1991» (Санкт-Петербург). Команда змінила назву на «Сатурн-Локомотив» (Санкт-Петербург) і посіла місце «Сатурна» в Першій лізі. У листопаді 1997 року повернув собі назву «Локомотив» (Санкт-Петербург). У 2000 році в Першому дивізіоні команда посіла останнє 20-е місце і втратила професіональний статус.
У 2001—2005 роках клуб виступав в Аматорському чемпіонаті Росії. У 2005 році команда була знята з ЛФЛ. Клуб був реорганізований та оновлений. З 2006 року виступає в змаганнях під егідою Федерації футболу Санкт-Петербурга. У 2011 році була утворена молодіжна команда «Локомотив»-м.
До червня 2001 року «Локомотив» (з червня — «Локомотив-Зеніт-2») виступав під назвою «Зеніт-2».

## Статистика виступів

### чемпіонат Росії
| Сезон | Дивізіон               | Місце | Іг | В  | Н  | П  | М     | О  | Примітка                    |
| ----- | ---------------------- | ----- | -- | -- | -- | -- | ----- | -- | --------------------------- |
| 1992  | Друга ліга, 4 зона     | 6     | 38 | 16 | 14 | 8  | 50-33 | 46 |                             |
| 1993  | Друга ліга, 5 зона     | 3     | 30 | 19 | 4  | 7  | 47-28 | 42 |                             |
| 1994  | Друга ліга, «Захід»    | 8     | 40 | 19 | 9  | 12 | 53-35 | 47 |                             |
| 1995  | Друга ліга, «Захід»    | 5     | 42 | 24 | 5  | 13 | 74-44 | 77 |                             |
| 1996  | Перша ліга             | 12    | 42 | 15 | 10 | 17 | 57-46 | 55 | Посів місце «Сатурна-1991»  |
| 1997  | Перша ліга             | 5     | 42 | 19 | 13 | 10 | 55-38 | 70 |                             |
| 1998  | Перший дивізіон        | 16    | 42 | 14 | 11 | 17 | 38-41 | 53 |                             |
| 1999  | Перший дивізіон        | 16    | 42 | 14 | 9  | 19 | 35-51 | 51 |                             |
| 2000  | Перший дивізіон        | 20    | 38 | 3  | 4  | 31 | 30-87 | 7  | Вилетів з Першого дивізіону |
| 2001  | КФК, «Північний-Захід» | 7     | 20 | 7  | 6  | 7  | 24-22 | 27 |                             |
| 2002  | КФК, «Північний-Захід» | 8     | 20 | 6  | 6  | 8  | 20-24 | 24 |                             |
| 2003  | КФК, «Північний-Захід» | 2     | 18 | 13 | 2  | 3  | 37-12 | 41 |                             |
| 2004  | ЛФЛ, «Північний-Захід» | 1     | 18 | 14 | 3  | 1  | 74-7  | 45 |                             |
| 2005  | ЛФЛ, «Північний-Захід» | 3     | 14 | 7  | 0  | 7  | 22-22 | 21 | Зняття з дивізіону          |

## Відомі гравці
- Михайло Бірюков
- Микола Збарах
- Варлам Кіласонія
- Георгій Кіласонія
- Андрій Плетньов
- Дмитро Сєнніков
- Руслан Суанов
- Грігол Чантурія

## Відомі тренери
- Сергій Веденеєв (1992—1993)
- Лев Бурчалкін (1993—1994)
- Гіві Нодія (1995—2000)